# Боцари, Анна-Мария
Анна-Мария Боцари (греч. Αννα-Μαρία Μπότσαρη; род. 5 октября 1972, Кавала, Греция) — греческая шахматистка и шахматный тренер, гроссмейстер среди женщин с 1993 года. В 1995—1999 годах выступала под фамилией Боцари-Миладинович (в то время была замужем за сербским гроссмейстером Игором Миладиновичем).

## Шахматная карьера
Начиная с середины 1980-х годов принадлежала к числу ведущих греческих шахматисток. В 1985 и 1986 годах получала золотые медали чемпионата страны среди девушек до 20 лет. Также была двукратным призёром чемпионата мира среди девушек: бронзовым (Тимишоара, 1988, до 16 лет) и серебряным (Мамая, 1991, до 20 лет). Неоднократно участвовала в финале чемпионата Греции по шахматам, при этом восемь раз (1986, 1988, 1997, 2001, 2002, 2006, 2008, 2010) завоёвывала золотые медали. Между 1986 и 2008 годами участвовала во всех 12 шахматных олимпиадах, которые прошли за то время, в том числе пять раз на 1-й доске. В 1992—2007 годах семь раз (4 раза на 1-й доске) принимала участие в командных чемпионатах Европы, завоевав в 1992 году в Дебрецене золотую медаль в личном зачёте на 2-й доске.
В 1990 году Боцари получила звание международного мастера среди женщин, а в 1993 году удостоилась звания гроссмейстера среди женщин. Выиграла две индивидуальные золотые медали (в Мангалии в 1992 году и Варне в 1994 году) и командную золотую медаль (в Варне в 1992 году) на шахматных Балканиадах среди женщин.
Наибольших успехов на международной арене достигла на зональных турнирах (отборочного цикла чемпионата мира), победив в 1993 году в Неа-Макри и поделив 1-е место 1990 года в Пуле (вместе с Весной Мешанович, Сузаной Максимович и Мариной Макропулу). Трижды (1990, 1991, 1993) участвовала в межзональных турнирах, лучший результат показав в 1993 году в Джакарте, где среди 39 шахматисток заняла 9-е место. В 2004 году поделила 3-е место (позади Моники Соцко и Кристины-Аделы Фойшор) вместе с Яной Кривец на турнире Акрополис Интернешнл в Афинах.
С 27 по 28 февраля 2002 года в Калаврите (Греция) Анна-Мария Боцари установила новый мировой рекорд, занесённый в Книгу рекордов Гиннесса, проведя сеанс последовательной игры в 1102 шахматных партии.
В 2009 году в Риеке одержала победу в женском турнире на 7-м чемпионате стран Средиземноморья по шахматам.
Самый высокий рейтинг Эло в карьере имела по состоянию на 1 октября 2003 года, когда достигла 2394 очков и делила 58-59-е место в мировом рейтинг-листе ФИДЕ (вместе с Еленой Сединой), одновременно занимая 1-е место среди греческих шахматисток.

## Изменения рейтинга
| Графики недоступны из-за технических проблем. См. информацию на Фабрикаторе и на mediawiki.org. |